# 洲際冠軍超級盃
洲際冠軍超級盃（Supercopa de Campeones Intercontinentales，或稱Intercontinental Supercup，Recopa Intercontinental）
是一項已經停辦的國際足球邀請賽，由歐洲足協（UEFA）及南美足協（CONMEBOL）共同合辦，賽事邀請1960年至1970年的洲際盃足球賽的冠軍隊伍。第一屆洲際冠軍超級盃於1968年舉行，共有五支洲際盃冠軍參與（兩名來自UEFA，三名來自CONMEBOL）。翌年第二屆洲際冠軍超級盃參賽球隊增至六隊，但UEFA兩支代表隊稍後決定退賽，最終CONMEBOL的預賽決定出總冠軍。洲際冠軍超級盃只舉辦兩屆此後沒有再舉行。
這項賽事多年來一直未有被承認為UEFA及CONMEBOL的官方正式比賽，直到2005年9月才被CONMEBOL獲正式認可，並列為“官方比賽”。

## 歷史
舉辦這項賽事最初由三間曾經奪得洲際盃冠軍的球會－彭拿路、桑托斯及三方聯合提出，經UEFA及CONMEBOL協助於1968年11月舉行，賽事分為兩個部分
：第一部分南美賽區由1968年11月至1969年5月進行，彭拿路、山度士及競賽會三隊進行小組賽，最終山度士獲得首名出線決賽：然而第二部分歐洲賽區原本由國際米蘭及皇家馬德里對壘，皇家馬德里卻宣佈賽前退出，國際米蘭直接出線決賽。決賽的第一回合在米蘭的進行，山度士以 1-0 獲勝；第二回合於9月在意大利那不勒斯舉行，然而，國際米蘭賽前退出，山度士不戰而勝。
第二屆賽事原定六隊參與，包括上屆彭拿路、山度士及競賽會，以及1968年洲際盃冠軍學生隊，可是歐洲代表皇家馬德里和國際米蘭因備戰1970年世界盃足球賽外圍賽而拒絕參賽，最終只有南美代表洲際冠軍超級盃，賽事從1969年11月到12月進行，彭拿路則奪得冠軍。CONMEBOL原本計劃在1970年舉辦第三屆賽事，但歐洲代表意大利AC米蘭及荷蘭飛燕諾對賽事缺乏興趣，比賽三度推遲到1971年，最終決定取消。

## 符合參賽資格球隊
以下是符合參加洲際冠軍超級盃的球隊，唯一一個參賽資格則是1960年至1970年的洲際盃足球賽的冠軍隊伍。
| 球隊       | 奪冠年份 (洲際盃) | 參賽年份   |
| ---------- | ----------------- | ---------- |
| 皇家馬德里 | 1960              | (沒有)     |
| 彭拿路     | 1961, 1966        | 1968, 1969 |
| 山度士     | 1962, 1963        | 1968, 1969 |
| 國際米蘭   | 1964, 1965        | 1968       |
| 競賽會     | 1967              | 1968, 1969 |
| 學生隊     | 1968              | 1969       |
| AC米蘭     | 1969              | (沒有)     |
| 飛燕諾     | 1970              | (沒有)     |

## 歷屆賽事
| 年份 | 冠軍   | 亞軍     | 比數 |
| ---- | ------ | -------- | ---- |
| 1968 | 山度士 | 國際米蘭 | 1–0  |
| 1969 | 彭拿路 | 競賽會   | –    |

注釋
1. ↑  由於歐洲球會對賽事缺乏興趣，1970年的洲際冠軍超級盃決定取消。
2. ↑  由於歐洲代表拒絕參賽，賽事沒有舉行決賽，只有南美代表參加。[4][5]